# 구 강경성결교회 예배당
구 강경성결교회 예배당은 대한민국 충청남도 논산시 강경읍에 있는 일제강점기의 건축물이다. 2002년 9월 13일 대한민국의 국가등록문화재 제42호로 지정되었다.

## 개요
한식목구조 건물로 현존 유일의 개신교 한옥교회 장방형 평면 등 초기 기독교 한옥교회 건축양식이다. 당시 담임 전도사였던 이인범이 설계를 하였다. 미국의 성도들이 재정적으로 큰 지원을 하였다. 

## 명칭 변경
동양선교회(성결교회)에 의하여 1924년 9월에 건립된 ‘강경 성결교회’는 신사참배 거부운동으로 1943년에 총독부의 해산명령을 받고 폐쇄된 이후 감리교회에서 교회 건물을 구입하여 감리교 소유가 되어 2002년에 등록문화재로 등록(명칭 : 강경 북옥감리교회)되었다.
1924년 건립당시의 강경성결교회가 본래의 이름이며, 현 소유자도 성결교회유지재단이므로 '구 강경성결교회 예배당'으로 명칭을 변경하는 것이 타당하다고 판단되어 2015년 2월 27일 구 강경성결교회 예배당으로 문화재 명칭이 변경되었다.

## 참고 자료
- 구 강경성결교회 예배당 - 국가유산청 국가유산포털